# 瓦尼 (加来海峡省)
瓦尼（法語：Oignies，法語發音：[waɲi]）是法国上法蘭西大區加来海峡省的一个市镇，属于朗斯区。

## 地理
瓦尼（50°28'9"N, 2°59'37"E）面积5.52 平方千米，位于法国上法蘭西大區加来海峡省，该省份为法国北部沿海省份，西北濒北海，南至索姆省，东临北部省。
与瓦尼接壤的市镇（或旧市镇、城区）包括：利贝库尔、奥斯特里库尔、瓦阿尼、卡尔万、库里耶尔、杜尔日、埃南-博蒙。
瓦尼的时区为UTC+01:00、UTC+02:00（夏令时）。

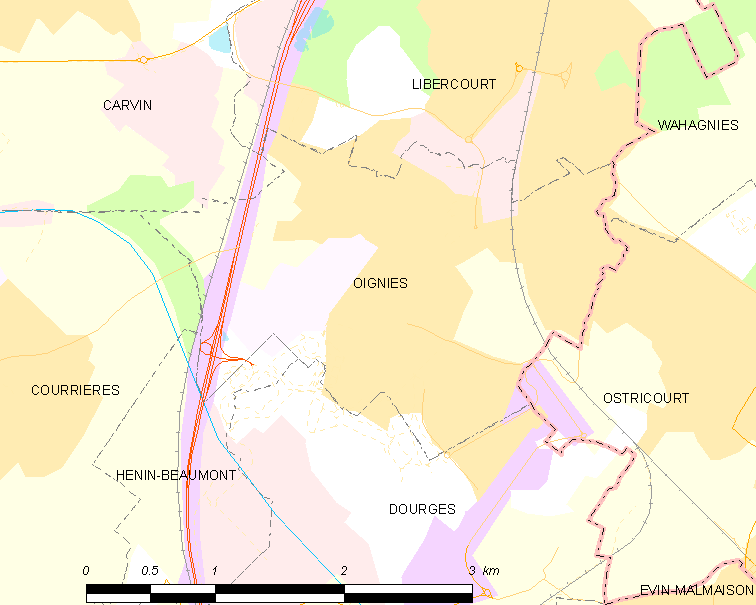
瓦尼的OSM定位图

## 行政
瓦尼的邮政编码为62590，INSEE市镇编码为62637。

## 政治
瓦尼所属的省级选区为埃南-博蒙第一县。

## 人口

1962-2008年间瓦尼人口变化图示

瓦尼于2022年1月1日时的人口数量为10260人。